# ایژین وینگز ایرویز
ایژین وینگز ایرویز (به انگلیسی: Asian Wings Airways) یک شرکت هواپیمایی با کد یاتا YJ است که در ۲۰۱۱ میلادی تأسیس شده و در ۲۷ ژانویه ۲۰۱۱ فعالیتش را آغاز کرده‌است. دفتر مرکزی ایژین وینگز ایرویز در یانگون، میانمار واقع شده‌است و به ۱۴ مقصد، پرواز انجام می‌دهد.